# Kap Herdman
Das Kap Herdman ist ein großes, vereistes Kap an der Black-Küste des Palmerlands auf der Antarktischen Halbinsel. Es stellt die südliche Begrenzung der Einfahrt zum Violante Inlet dar.
Wissenschaftler der United States Antarctic Service Expedition (1939–1941) fotografieren das Kap 1940 aus der Luft. Weitere Luftaufnahmen entstanden 1947 bei der Ronne Antarctic Research Expedition (1947–1948), die zudem in Zusammenarbeit mit dem Falkland Islands Dependencies Survey die geodätische Vermessung vor Ort vornahm. Das UK Antarctic Place-Names Committee benannte das Kap 1953 nach Henry Franceys Porter Herdman (1901–1967), einem britischen Ozeanographen.